# تانيا لويز
تانيا لويز (بالإنجليزية: Tania Luiz) هي لاعبة كرة الريشة أسترالية، ولدت في 28 أغسطس 1983 في ارناكولام في الهند.

## وصلات خارجية
- تانيا لويز على موقع BWF.tournamentsoftware.com (الإنجليزية)
- تانيا لويز على موقع BWFbadminton.com (الإنجليزية)
- تانيا لويز على موقع اللجنة الأولمبية الدولية (الإنجليزية)
- تانيا لويز على موقع أوليمبيديا (الإنجليزية)
- تانيا لويز على موقع اللجنة الأولمبية الأسترالية (الإنجليزية)
- تانيا لويز على موقع اتحاد ألعاب الكومنولث (مؤرشف) (الإنجليزية)
- تانيا لويز على موقع دورة ألعاب الكومنولث 2006 (مؤرشف) (الإنجليزية)